# 馮公夏
馮公夏（1903年—2000年4月24日），香港商人和佛教界人物，1950至1960年代活躍於香港佛教界別，主持不少佛教活動，如佛學研討、寺廟開放和佛教大會。
馮公夏本業從事洋行雜貨貿易，是首位取得「新奇士橙」代理及將它引入香港的商人。他十分支持香港的佛教發展，曾協助籌辦過佛教學校，又以香港佛教聯合會董事會董事的身份推廣佛法，並多次前赴海外出席佛教會議。此外，他是首位把印度瑜伽帶到香港的推廣者之一，其後於1958年參與成立香港瑜伽學會。馮公夏於1960年代中期移民加拿大溫哥華，繼續在當地華人社區宏揚佛學，至2000年在當地逝世。

## 生平

### 早年生涯
馮公夏祖籍廣東新會，1903年生於大清廣東省，父親馮少麟（又名馮禎祥，約1881年－1962年）早年來港定居，經營洋行貿易，略有所成，也是一位虔誠的佛教徒。馮公夏家中還有一名胞弟和一名胞妹，分別名馮啓基和馮小樓。
馮公夏早年師從何恭第修讀國學，又隨前清太史區大典研習易學。他後來跟隨父親投身洋行雜貨貿易，並創立雄德公司，自任總經理，除了是首位獨家代理把「新奇士橙」引入香港的商人，也從事歐美各國進口生意。他在商業上的成就為他帶來不少財富，家住香港島西半山巴丙頓道的他也在香港擁有多處物業。

### 佛教事工
在父親影響下，馮公夏於1937年皈依密宗上師榮增堪布學佛，此後他熱心參與佛教事業，例如歷任香港佛教聯合會第十屆至第十二屆董事會董事、常務董事等崗位；另外又於1950年應法舫法師來函請求，協助於1952年成立世界佛教友誼會港澳分會，擔任副會長。此外，他曾分別協助羅時憲和劉銳之創立「佛教法相學會」和「金剛乘學會」，並與曾璧山主持香海蓮社。
對佛學和易學素有研究的馮公夏著有《周易簡易占卜》一書，並曾與羅時憲、李潤生、談錫永組成編輯委員會，邀請香港多名佛學家編撰《佛家經論導讀叢書》和《甯瑪派叢書》二書以推廣佛法。歷年來，他多次參與海外的佛教大會，當中包括在1952年、1956年、1959年和1961年分別出席在日本東京、尼泊爾、泰國曼谷和柬埔寨舉行的世界佛教大會，更在1961年出席大會時獲推選為副會長。1963年，他還應西德政府邀請，聯同其他宗教人士組成訪問團考察當地的宗教活動。
馮公夏為人樂善好施，常以贊助形式支持佛教發展。在辦學方面，他於1962年起擔任佛教慈恩學校（未轉為特殊學校時期）校監，亦是佛教念慈學校和慈恩英文夜中學的校監。1956年至1959年與釋覺光、陳靜濤、黃允畋和林楞真等人參與佛教黃鳳翎中學及佛教黃焯菴小學的籌劃工作，也曾擔任後者的校董。到了1965年適逢大埔佛教大光中學擴建校舍，馮公夏出資贊助。在佛教事工以外，他於1956年至1957年當選東華三院丙申年總理，及後於1961年獲香港政府委任為華人廟宇委員會委員，也嘗任香港孔教學院司理等職。
另一方面，馮公夏是其中一位首先把印度瑜伽帶到香港的推廣者。早於1956年參加在尼泊爾舉行的世界佛教大會期間，他順到訪問印度各地的瑜伽道場，期間拜會瑜伽大師施化難陀，後來更邀請得他的徒弟前來香港，在香港島銅鑼灣的嚤囉廟（善樂施大廈前身）開辦香港首個瑜伽課程。馮公夏與後來成為印度瑜伽雪山派第三代門人的羅秋，都是施化難陀的其中兩名香港弟子，兩人後來於1958年參與成立香港瑜伽學會，並由馮公夏出任會長，是當時香港唯一的瑜伽組織。

### 晚年生涯
馮公夏於1960年代中期移民加拿大卑詩省溫哥華，他結束了香港的貿易業務，把「新奇士橙」的獨家代理權易手，並卸下香港的各項宗教和社會公職。定居加拿大後，他於1968年在溫哥華創立世界佛教會，並購下及改建一座小教堂，命名為「佛恩寺」；而且還親自在寺內講解佛法。他後來曾任世界佛教會會長和董事，香港堪輿學家楊天命在1992年移民加拿大後也曾拜入他門下學習卜卦術。晚年的馮公夏曾間中返回香港，順道講授佛學，他於2000年4月24日因膽管癌病逝於溫哥華全科醫院，終年約97歲，遺體火葬後散落於當地海域。

## 家庭生活
馮公夏的元配馮鄧少葵（約1899年－1969年）祖籍廣東順德，歷任香港基督教女青年會財務主任、香海蓮社董事、西區婦女會副主席等慈善職務。愛好粵劇的她也曾經是西區「閨秀劇團」活躍份子，經常參與慈善演出。
馮公夏育有兩子五女，兩名兒子分別是馮永堅和馮潤棠，而五名女兒分別是馮佩蓮、馮潤嬋、馮淑珍、馮佩葦和馮淑紅。其中，次子馮潤棠曾任香港大學物理系教授和香港中文大學聯合書院院務委員會委員兼宿生管理委員會主席；二女兒馮閏禪大律師是前高等法院外籍大法官李栢儉的妻子，兩人2007年因騙取綜援而被判入獄。馮潤嬋在前一段婚姻另有一名兒子名叫梁浩德，是一名律師。另外，馮公夏的五女兒馮佩葦從香港大學醫學院醫科畢業，丈夫是同樣港大醫科畢業的腦科專科醫生鄔顯庭。
元配鄧少葵過世後，馮公夏與多年知己 Fanny Cheung 結緍，二人婚後生育二個女兒 Lina Fung 及 Anna Fung。

## 外部連結
- 香港觀宗寺 中興祖師—覺光大師 美加弘法專記(二)，1973年
- 《慈濟月刊》第332期 〈卑微的獻禮〉，1983年7月25日